# Energizer
Energizer Holdings là một công ty sản xuất Hoa Kỳ chuyên sản xuất pin, có trụ sở tại Town and Country, Missouri. Công ty sản xuất pin với các thương hiệu Energizer và Eveready, và trước đây sở hữu một số doanh nghiệp mỹ phẩm cá nhân cho đến khi công ty tách biệt lĩnh vực kinh doanh đó thành một công ty mới gọi là Edgewell Personal Care vào năm 2015.

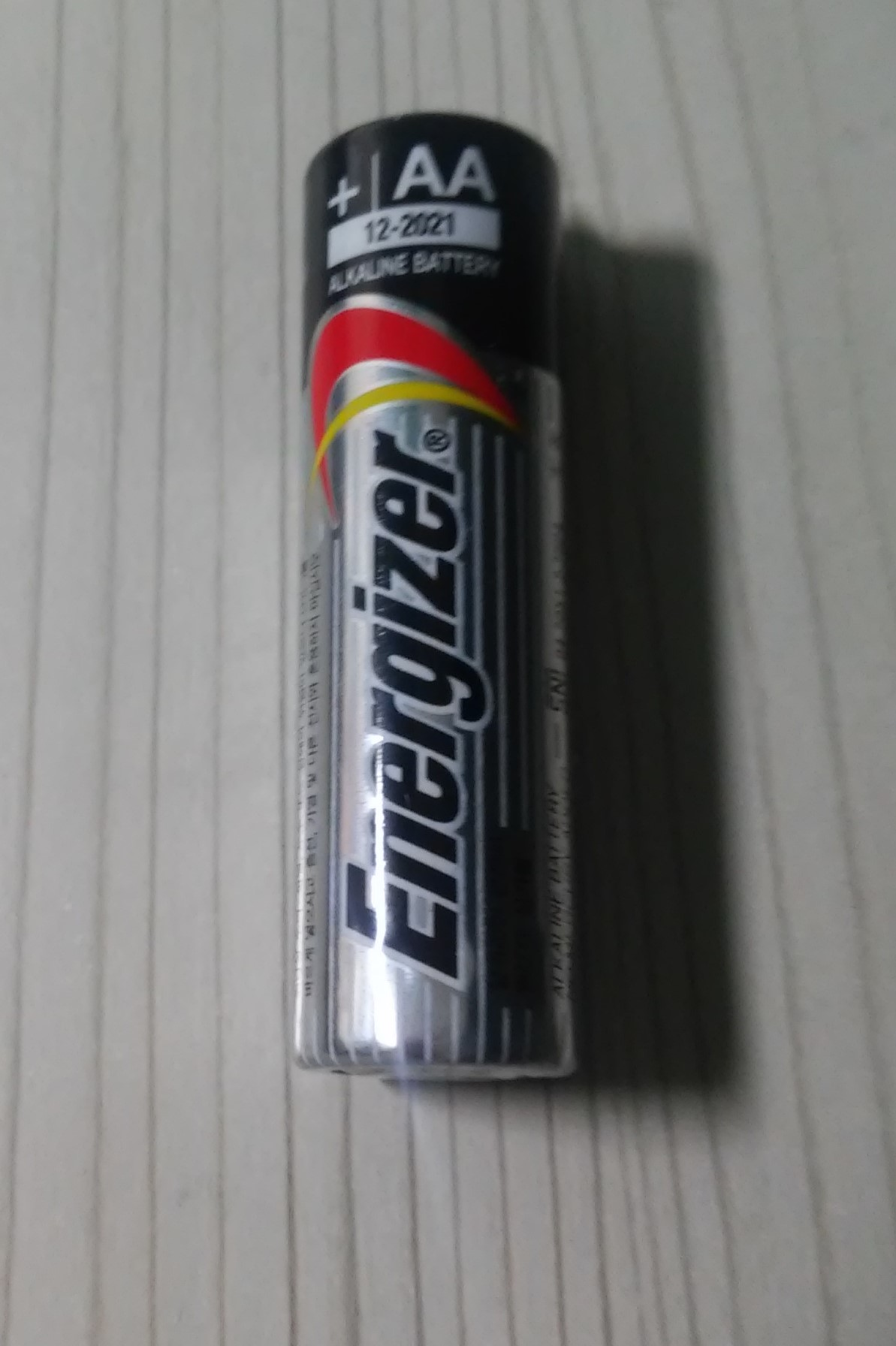
Pin AA Energizer